# Завязенское сельское поселение
Завя́зенское се́льское поселе́ние — муниципальное образование в составе Киквидзенского района Волгоградской области.
Административный центр — село Завязка.

## История
Завязенское сельское поселение образовано 10 декабря 2004 года в соответствии с Законом Волгоградской области № 967-ОД.

## Население
| 2010  | 2012  | 2013  | 2014  | 2015  | 2016  | 2017  |
| ----- | ----- | ----- | ----- | ----- | ----- | ----- |
| 1286  | ↘1266 | ↘1242 | ↘1219 | ↘1200 | ↘1166 | ↘1147 |
| 2018  | 2019  | 2020  | 2021  |       |       |       |
| ↘1126 | ↘1101 | ↘1074 | ↘1052 |       |       |       |

## Состав сельского поселения
| № | Населённый пункт | Тип населённого пункта       | Население |
| - | ---------------- | ---------------------------- | --------- |
| 1 | Алонцево         | село                         | 213       |
| 2 | Завязка          | село, административный центр | 1073      |